# 松崎壽和
松崎 壽和（まつざき ひさかず、1913年6月7日 - 1986年5月30日）は日本の東洋考古学者。

## 経歴
1913年、山口県吉敷郡東岐波村（現・宇部市）生まれ。旧制山口高等学校を経て東京帝国大学文学部東洋史学科を卒業。1939～1940年、北京へ滞在し、興亜院嘱託を務める。その後、文部省嘱託の後、1948年旧制広島高等学校教授、1949年広島大学文学部助教授、1965年に教授となる。
広島大学では草戸千軒町遺跡、帝釈峡遺跡の発掘を指揮した。また、1971年にイラン学術調査隊の一員としてカスピ海東南岸で遺跡の調査を行った。1976年に広島県文化財審議会委員を務める。1977年に広島大学退官後、広島県埋蔵文化財調査センターの常務理事を務めた。

## 著書
主な著書として、以下のものがある。
- 『黄土地帯』座右宝刊行会 1942年
- 『乾隆帝京域全図』興亜院華北連絡部 1940年
- 『苗族とロロ族』日光書院 1946年
- 『帝釈峡』学生社 1969年